# Joël Geissmann
Joël Geissmann (sinh ngày 3 tháng 3 năm 1993) là một cầu thủ bóng đá người Thụy Sĩ thi đấu cho FC Lausanne-Sport ở vị trí tiền vệ. Geissman được biết đến với khả năng thi đấu trung tuyến, và là đội phó ở FC Wohlen.

## Sự nghiệp quốc tế
Anh từng đại diện Thụy Sĩ ở nhiều cấp độ trẻ khác nhau.